# Gouvernement
Pour les articles homonymes, voir Gouvernement (homonymie).
 (novembre 2024).

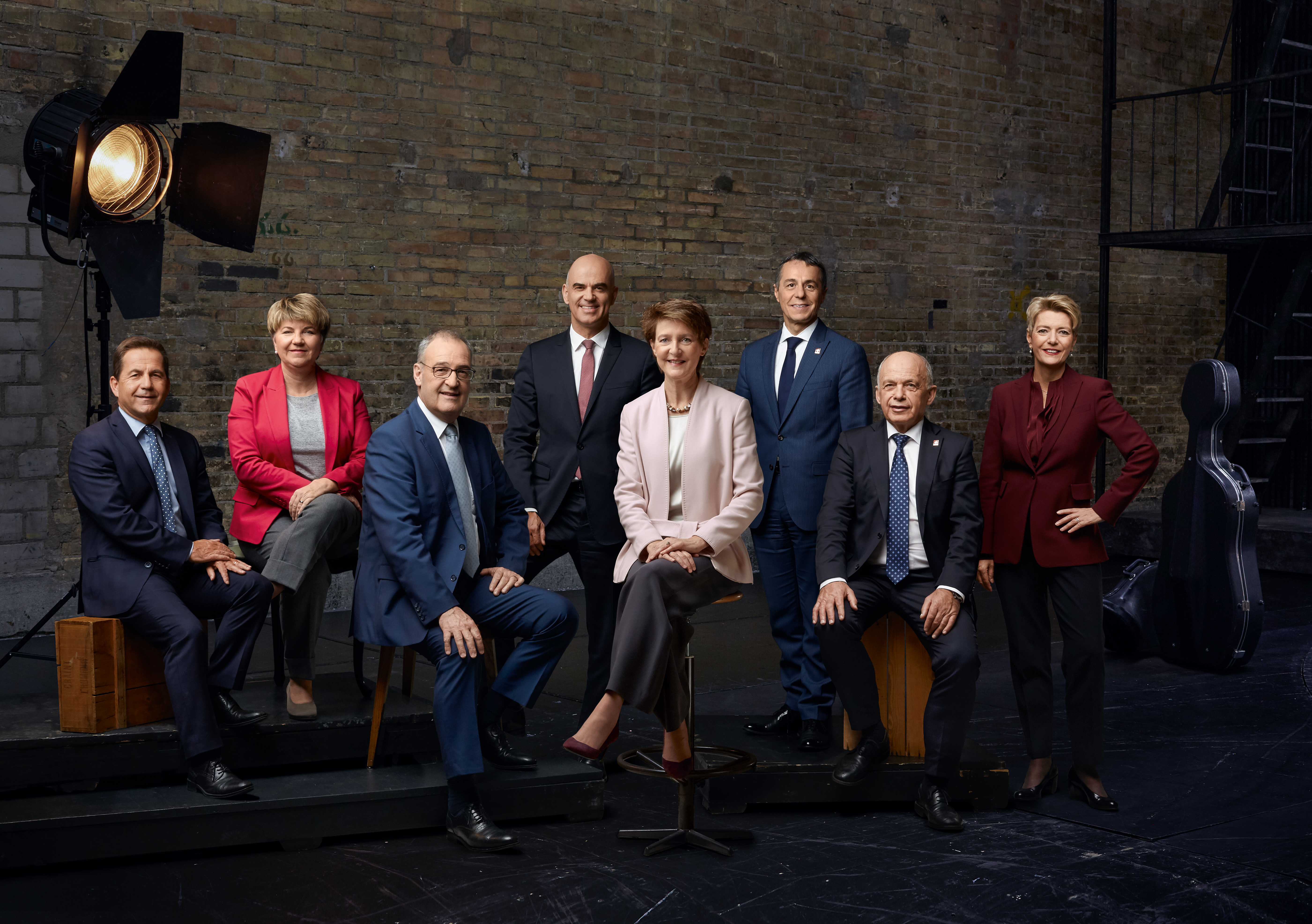
En Suisse, la souveraineté reside dans le peuple, qui detient le pouvoir politique. Toutes les fonctions publiques et organes politiques comme le Conseil fédéral et l'assemblée fédérale designent les organes qui le représente à l'échelle fédérale.

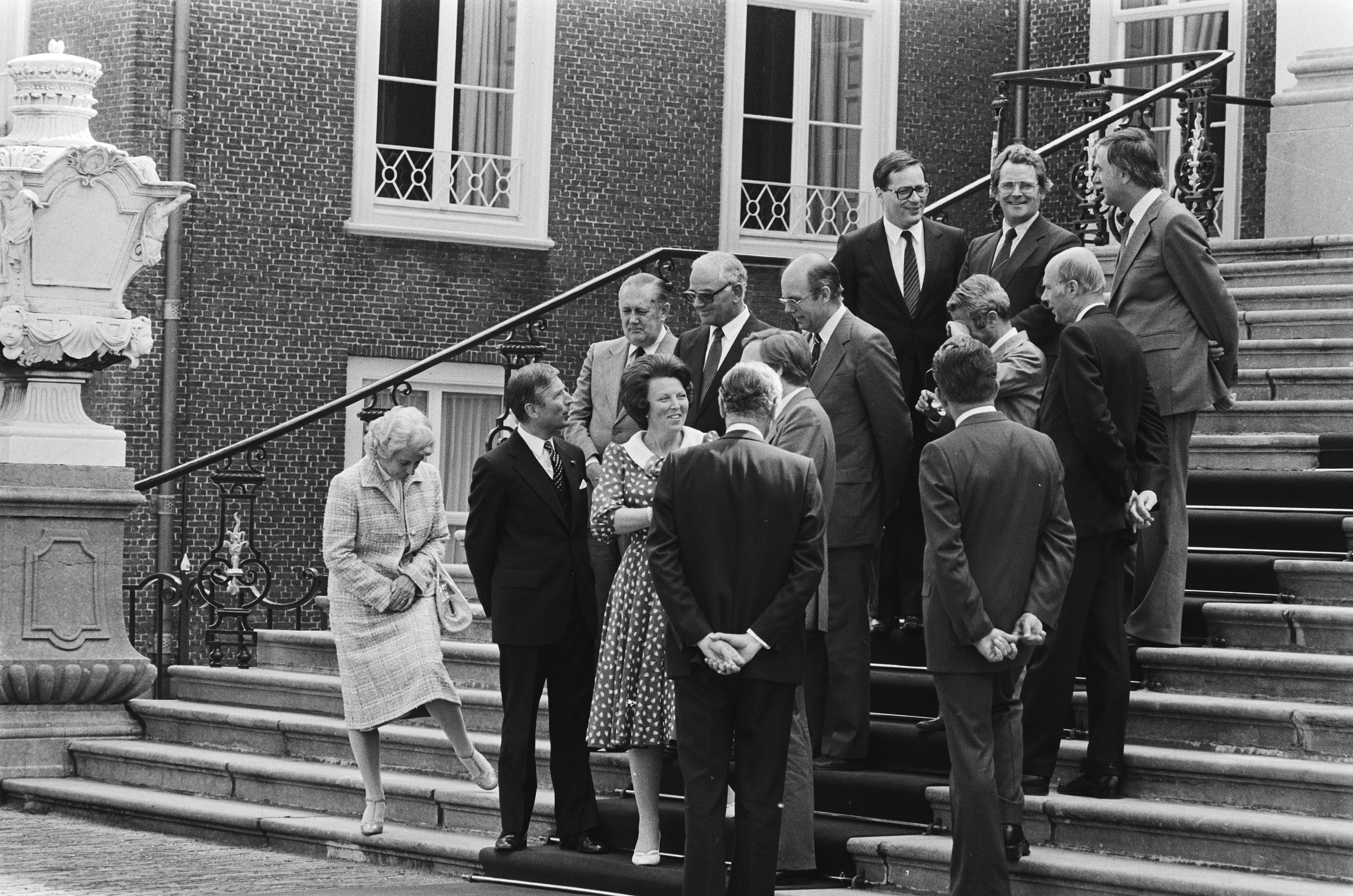
Le gouvernement des Pays-Bas sous le mandat du Premier ministre Dries van Agt, en 1982, avant une traditionnelle « photographie de famille », souvent réalisée peu après sa formation.

Le terme gouvernement (de verbe gouverner, en latin gubernāre, "tenir le gouvernail", dérivé de κυβερνάω / kybernáō) est utilisé dans la langue juridique et en science politique avec diverses significations. Dans un sens très large, le gouvernement est l'ensemble des personnes ou des institutions qui détiennent le pouvoir politique.
Plus particulièrement en français le mot gouvernement, désigne l'organe politique qui exerce le pouvoir exécutif d'un État,, généralement constitué de ministres et de secrétaires d'État.
On appelle régimes politiques les différent types de fonctionnements des gouvernements, dans le cadre des démocratie moderne on distingue : un régime parlementaire, le gouvernement est responsable politiquement devant le parlement ;  un régime présidentiel, le gouvernement n'est responsable que devant le chef de l'État. Le gouvernement décide et entreprend les actions nécessaires à la conduite de l'État.

## Étymologie et usages

### Étymologie
Le terme de gouvernement apparaît au XIIe siècle, à partir du verbe gouverner avec le suffixe nominal -ment, qui venait lui-même du latin gubernare et est apparenté ou emprunté au grec ancien κυβερνάω / kybernáô, « piloter, tenir le gouvernail ».

### Typographie
Suivant le contexte gouvernement peut s'écrire soit avec une majuscule, soit entièrement en minuscule,.

### Dénomination
Chaque pays utilise une dénomination spécifique. Par exemple, en Suisse romande, les gouvernements de canton sont pour la plupart appelés Conseil d'État.
En Belgique, le Gouvernement fédéral contourne souvent le mot « gouvernement », en le remplaçant par « autorités », « services officiels » voire « services publics ». Ainsi, beaucoup de communications provenant de ces pouvoirs mentionnent « Une initiative des autorités fédérales » ou encore « Une initiative des autorités belges ». Le « .be » coloré noir-jaune-rouge, faisant référence au domaine Internet .be, est utilisé comme logo gouvernemental, ce qui peut prêter à confusion quant à sa signification.

### La notion de «gouvernance»
Jean-Christophe Mathias dénonce l'abandon du terme « gouvernement » au profit de celui de « gouvernance » en expliquant qu'il s'agit là d'une rupture du pouvoir décisionnaire de l'État garant de la souveraineté populaire, remplacé par une démocratie participative n'ayant — selon lui — aucun attribut réellement « politique ». Pour ce chercheur indépendant,

« le glissement du gouvernement à la gouvernance démontre que l'on est passé d'une civilisation de la souveraineté populaire incarnée dans la loi républicaine, garante de l'intérêt général, à une société pragmatiste, particulariste et utilitariste, garante d'intérêts économiques singuliers, dans laquelle la notion de bien commun n'a plus de place véritable. »

### Différences avec le mot anglaisgovernment
En anglais, le mot government s'applique plus largement que le mot « gouvernement » en français : il concerne aussi les collectivités territoriales et les administrations publiques, aussi bien centrales que locales. Par exemple, la formule Local Government Area utilisée en Australie se traduit par « zone d'administration locale ».
Le concept le plus proche en français de government est donc celui de « collectivité publique », qui englobe les institutions politiques qui incarnent directement les pouvoirs législatif, exécutif et judiciaire, ainsi que l'ensemble des administrations qui leur sont rattachées.

## Histoire

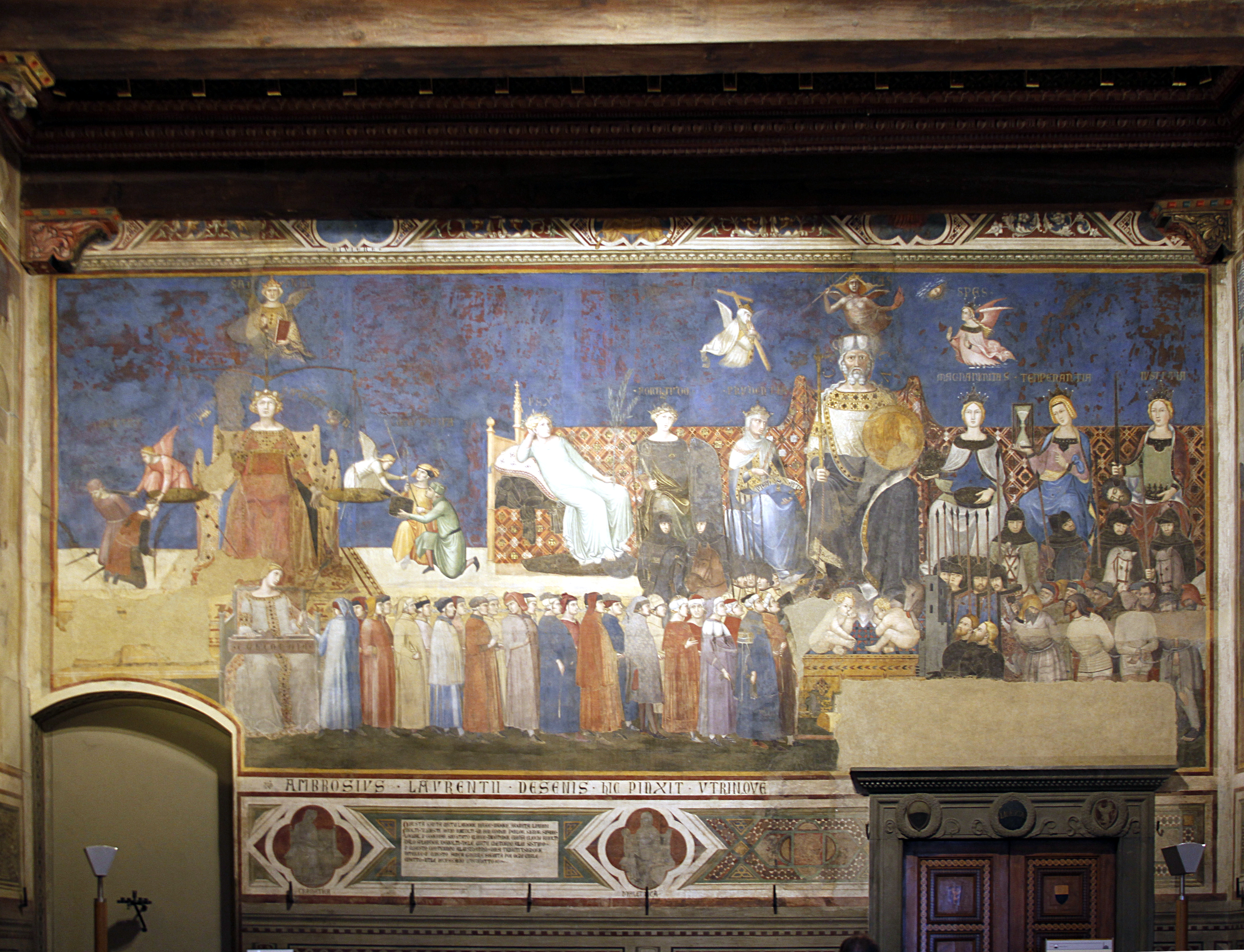
Allégorie et effets du Bon Gouvernement de Ambrogio Lorenzetti au Palazzo Pubblico de Sienne.

### Antiquité

#### Le cas de la tétrarchie
Pour contrer les invasions barbares de l’Empire romain, Dioclétien met en place la tétrarchie.

### Renaissance
La vision contemporaine des pouvoirs découle en grande partie de la classification de Montesquieu définie dans De l'esprit des lois. Elle concerne la limitation du pouvoir par le pouvoir « pour qu’on ne puisse abuser du pouvoir, il faut que, par la disposition des choses, le pouvoir arrête le pouvoir » :
- le pouvoir législatif, confié à un parlement (ou législateur),
- le pouvoir exécutif, confié à un gouvernement,
- le pouvoir judiciaire, confié aux juridictions,

Mais cette vision n'est pas partagée par François Quesnay :

« Que l’autorité souveraine soit unique et supérieure à tous les individus de la société et à toutes les entreprises injustes des intérêts particuliers, car l’objet de la domination et de l’obéissance est la sûreté de tous et l’intérêt licite de tous. Le système des contre-forces dans un gouvernement est une opinion funeste qui ne laisse entrevoir que la discorde entre les grands et l’accablement des petits. »

— François Quesnay, Maximes générales du gouvernement économique d’un royaume agricole

### Époque contemporaine
Au XXe siècle, le nombre de pays se réclamant de la démocratie augmente dans le monde. Il en résulte que les gouvernements élus deviennent majoritaires dans le monde.

## Caractéristiques

### Centralisation
Dans le cadre de la structure gouvernementale, la centralisation désigne la concentration du pouvoir décisionnel au niveau de l'administration centrale d'un État.
Dans un gouvernement unitaire, le degré de centralisation est élevé, avec le gouvernement central qui détient la majorité des pouvoirs législatifs, administratifs et fiscaux. Les autorités locales et régionales opèrent principalement en tant qu'agents du gouvernement central, disposant de peu d'autonomie. Ce système favorise une uniformité et une cohérence dans la mise en œuvre des politiques sur l'ensemble du territoire national, mais peut se heurter à des limites en termes de réactivité aux spécificités et aux besoins locaux.
À l'inverse, dans un système fédéral, la centralisation est moins marquée, le pouvoir étant partagé entre le gouvernement central et les gouvernements des subdivisions territoriales, tels que les États ou les régions. Ces derniers jouissent d'une autonomie substantielle, avec des compétences et des responsabilités clairement attribuées par la constitution. Cette structure permet une meilleure adaptation des politiques aux conditions locales, bien que cela puisse aussi entraîner des incohérences et des doublons bureaucratiques entre les différents niveaux de gouvernement.

### Responsabilité
Le gouvernement assure une partie des fonctions régaliennes de l'État. Généralement, il :
- assure la sécurité extérieure par la diplomatie[13] et la défense du territoire ;
- assure la sécurité intérieure et le maintien de l'ordre public avec, notamment, des forces de police ;
- contribue à définir le droit et une politique pénale ;
- détient la souveraineté monétaire en émettant de la monnaie, notamment par le biais d'une banque centrale ;
- lève l'impôt et assure la gestion du budget de l'État.

En fonction de la constitution, le gouvernement peut être responsable devant le parlement. Par exemple en Allemagne, elle s’exerce au niveau fédéral principalement devant le Deutscher Bundestag, qui a le pouvoir de légitimer, de contrôler et éventuellement de renverser le Gouvernement fédéral ainsi que de l’interroger et d’enquêter, la République fédérale étant un régime parlementaire. Le Bundesrat a également la faculté d’interroger le Gouvernement.

### Légitimité
La légitimité d'un gouvernement va résulter de la légitimité de la forme de gouvernement et sa légitimité propre dans le cadre de cette forme de gouvernement.
- la tradition et l'hérédité, cas des régimes traditionnels, des monarchies et de systèmes aristocratiques[14] ;
- la volonté divine, cas des théocraties mais aussi de la monarchie de droit divin ;
- l'expression du droit des peuples et des individus (souveraineté populaire) ; c'est le cas des démocraties mais aussi de régimes autoritaires mais se réclamant de la volonté populaire (certains régimes fascistes) ;
- le mérite et la qualité des dirigeants. C'est la théorie induite par les régimes gouvernés par les « sages » (cas de certains pouvoirs locaux ou tribaux), d'oligarchies bourgeoises (suffrage censitaire) ou techniciens ;
- le souci d'efficacité de l'action politique, officiellement pour le bien du peuple même si celui-ci n'est — temporairement ou de façon permanente — pas jugé apte à exercer le pouvoir. Ce sont les régimes inspirés du positivisme, les technocraties ;
- le hasard (stochocratie).

Lorsque la légitimité du pouvoir est contestée et que l'on soupçonne qu'il doit son existence à un pouvoir plus puissant — généralement étranger—, le gouvernement est qualifié de fantoche.

### Composition

#### Répartition du pouvoir
Les gouvernements sont généralement organisés en institutions distinctes constituant des branches du gouvernement, chacune avec des pouvoirs, fonctions, devoirs et responsabilités particuliers. La répartition des pouvoirs entre ces institutions diffère selon les gouvernements, tout comme les fonctions et le nombre de branches. Une répartition indépendante et parallèle des pouvoirs entre les branches du gouvernement est la séparation des pouvoirs.
Les gouvernements sont souvent organisés en trois pouvoirs dotés de pouvoirs distincts : un pouvoir législatif, un pouvoir exécutif et un pouvoir judiciaire ; c'est ce qu'on appelle parfois le modèle trias politica. Cependant, dans les systèmes parlementaires et semi-présidentiels, les branches du gouvernement se croisent souvent, partageant leurs membres et leurs fonctions se chevauchant. De nombreux gouvernements ont moins de branches ou des branches supplémentaires, comme une branche indépendante de commission électorale ou d'auditoire.

#### Chef du gouvernement
Le chef du gouvernement est la personne à la tête du gouvernement dans un État. Cette notion se distingue de celle de Chef d'État. Ce rôle peut ne pas exister comme en Suisse où la Constitution fédérale stipule que « Le Conseil fédéral prend ses décisions en autorité collégiale. ». Les collèges sont généralement constitués d'un nombre impair de membres. Dans sa forme minimale, on parle de triumvirat ou de troïka.
Son rôle dépend du régime politique : parlementaire, présidentiel, semi-présidentiel, monarchie constitutionnelle ou monarchies absolue.
La constitution peut prévoir l'existence d'un vice-président ou d'un vice-premier ministre, son rôle étant de se substituer au chef de gouvernement en cas d'incapacité de ce dernier ; par exemple l'Albanie prévoit ce rôle.

#### Administration
Le gouvernement s'appuie pour ses actions de « gestion récurrente » sur l'administration publique. Son rôle, sa composition, son organisation vont être différents en fonction de la forme du gouvernement.
L'administration apporte au gouvernement sa compétence sur les domaines qui sont de son ressort. Par exemple en Chine, les fonctionnaires érudits représente un exemple d'administration basé sur la méritocratie. Elle s'accompagne généralement d'une délégation du pouvoir particulièrement pour les aspects non politique.
Récemment, de nombreux gouvernements ont commencé à utiliser l’IA pour divers services publics, car l’IA réduit les coûts et le temps administratifs. Par exemple, l’automatisation robotisée des processus d’immigration réduit le temps de traitement et améliore l’efficacité. L’IA apporte une avancée technologique dans les services gouvernementaux locaux. Les agents d'IA aident les urbanistes dans la planification de scénarios basés sur une recherche arborescente de Monte Carlo orientée vers des objectifs. Les agents d’IA qui raisonnent les objectifs fournissent les solutions optimales d’utilisation des terres et nous aident à planifier démocratiquement l’utilisation des terres urbaines. L'IA utilise des données en ligne pour surveiller et modifier les politiques face aux menaces environnementales. Lors de la crise de l'eau de Chennai en 2019, l'approche Latent Dirichlet Allocation a identifié les sujets les plus discutés sur Twitter, une méthode naïve de classification des Tweets a classé des sujets tels que l'impact et les causes de la sécheresse, la réponse du gouvernement et les solutions potentielles. Les outils d’IA complètent les juges humains du secteur judiciaire pour fournir des évaluations des risques objectives et cohérentes.

## Gouvernants et gouvernés
L'apparition des démocraties modernes est accompagnée par le droit des gouvernés à exprimer leurs opinions politiques. Même si initialement la « communication » entre les gouvernés et les gouvernants est basée sur la répétition des élections. Les opinions politiques peuvent s'exprimer par des référendums, des pétitions, des rapports ou des enquêtes réalisés par l'administration, des manifestations, des sondages, etc.
En fonction des pays, les gouvernés peuvent être divisés en citoyens, résidents, non-résident … .

## Classement
En science politique, l'objectif est depuis longtemps de créer une typologie ou une taxonomie des politiques, car les typologies des systèmes politiques ne sont pas évidentes. C'est particulièrement important dans les domaines des sciences politiques de la politique comparée et des relations internationales.
Comme toutes les catégories discernées au sein des formes de gouvernement, les frontières des classifications gouvernementales sont soit fluides, soit mal définies. En apparence, tous les gouvernements ont une forme officielle « de jure » ou idéale. Les États-Unis sont une république constitutionnelle fédérale, tandis que l'ancienne Union soviétique était une république socialiste fédérale. Cependant, l'auto-identification n'est pas objective et, comme le soutiennent Kopstein et Lichbach, définir un régime peut être délicat, en particulier « de facto », lorsque son gouvernement et son économie s'écartent dans la pratique. Par exemple, Voltaire affirmait que « le Saint Empire romain n'est ni saint, ni romain, ni un empire ». Dans la pratique, l'Union soviétique était un État autocratique centralisé à parti unique sous Joseph Staline.
Identifier une forme de gouvernement est également difficile parce que de nombreux systèmes politiques proviennent de mouvements socio-économiques et sont ensuite portés au sein des gouvernements par des partis se nommant eux-mêmes d'après ces mouvements ; le tout avec des idéologies politiques concurrentes. L’expérience de ces mouvements au pouvoir et les liens étroits qu’ils peuvent entretenir avec des formes particulières de gouvernement peuvent les amener à être considérés comme des formes de gouvernement en soi.
D'autres complications incluent l'absence de consensus général ou la « distorsion ou biais » délibérée de définitions techniques raisonnables des idéologies politiques et des formes de gouvernement associées, en raison de la nature de la politique à l'ère moderne. Par exemple : La signification du terme « conservatisme » aux États-Unis a peu de points communs avec la manière dont la définition du mot est utilisée ailleurs. Comme le note Ribuffo, « ce que les Américains appellent aujourd'hui conservatisme, une grande partie du monde l'appelle libéralisme ou néolibéralisme » ; un « conservateur » en Finlande serait qualifié de « socialiste » aux États-Unis. Depuis les années 1950, le conservatisme aux États-Unis a été principalement associé à la politique de droite et au Parti républicain. Cependant, à l'époque de la ségrégation, de nombreux Démocrates du Sud étaient conservateurs et ils ont joué un rôle clé dans la coalition conservatrice qui contrôlait le Congrès de 1937 à 1963. ,
Les régimes politiques ou formes de gouvernement peuvent être vues depuis plusieurs points de vue théoriques, ceux-ci peuvent être complémentaires les uns des autres. Mais aussi, par leurs mises en œuvre pratique.

## Transition de gouvernement

### L'accès au pouvoir
Dans la plupart des cas l'accès au pouvoir d'un nouveau gouvernement résulte de l'application de la Constitution. Mais en cas de crise, le changement résultera de la décision d'une partie de la population, d'une partie du gouvernement ou même d'une intervention externe.

#### Démocratiquement
C'est un des modes d'accès au pouvoir exécutif les plus utilisés au XXIe siècle, soit qu'il permette d'élire directement le gouvernement ou le chef de gouvernement, soit qu'il permette d'élire une assemblée qui choisira le gouvernement.

##### Gouvernement majoritaire
Dans le système de Westminster, il y a gouvernement majoritaire lorsque le parti au pouvoir jouit d'une majorité absolue de sièges à la législature ou au parlement. C'est le contraire d'un gouvernement minoritaire, où le parti au pouvoir ne gagne qu'une majorité relative de sièges et doit donc négocier constamment ses appuis auprès des partis de l'opposition afin de légiférer et d'éviter de se faire renverser par une motion de défiance.

##### Gouvernement de coalition
Par opposition au gouvernement homogène, un gouvernement de coalition est un gouvernement formé par des représentants de plusieurs partis politiques.
Un gouvernement de coalition est un gouvernement parlementaire constitué par des membres de plusieurs partis qui ont accepté de coopérer en formant une coalition. La raison habituelle d'un tel arrangement est qu'aucun parti seul n'a suffisamment de députés pour constituer une majorité au parlement. Également, en temps de crise comme une guerre ou une crise politique ou économique majeure, des partis peuvent former un gouvernement d'union nationale, ou une grande coalition. Une coalition se fonde toujours sur un accord, appelé pacte de coalition.
On parle de coalition solide si celle-ci s’est formée en amont des élections, les différents partis s’étant fait élire ensemble, après avoir fait campagne autour d’un programme commun. Ce type de coalition génère généralement peu de problèmes puisque la coopération est née dans la compétition : la coopération parlementaire suit la coopération électorale. Ainsi, une coalition est dite fragile lorsqu’elle se forme devant le parlement, par des partis faibles et indisciplinés, et dont la dissolution sera rapide.

##### Gouvernement d'union nationale
(février 2024).
Un gouvernement d’union nationale, ou gouvernement d'unité nationale, est un gouvernement constitué de tous les principaux partis politiques ou coalitions politiques représentées dans un parlement, sur la base d'un projet politique promettant un compromis entre les leurs. Il se différencie de la notion de gouvernement de coalition associant plusieurs partis politiques jusque-là opposés ou divisés, comme après la victoire aux législatives de en 1997 en France de la « Gauche plurielle »  ou lors de la formation des coalitions en Allemagne et en Belgique. Le terme d'Union sacrée est lui réservé à la situation particulière du début de la Première guerre mondiale en France après l'assassinat du leader socialiste et pacifiste Jean Jaurès.
En France, un gouvernement d’union nationale a été constaté à la fin de la Seconde Guerre mondiale, au moment de la  « bataille du charbon », parfois aussi appelée « bataille de la production », quand la situation dramatique du pays a requis un exceptionnel investissement humain et le renoncement aux conflits sociaux, la pénurie de charbon ayant causé par richochet de graves pénuries d'électricité causant elles-mêmes des pénuries de nombreux biens industriels ou agro-alimentaires fabriqués avec de l'électricité et qui aboutiront émeutes causées par le maintien du rationnement.

#### Autre formes de prise de pouvoir
Généralement ces prises de pouvoir sont violentes.

##### Révolution
Le mécontentement d'une partie de la population contre le gouvernement peut conduire à la révolte ou l'insurrection. Ce soulèvement, éventuellement armé, contre le pouvoir en place peut se transformer en révolution qui amènera un changement de régime politique.

##### Coup d'État
La définition donnée par Olivier Brichet « un acte d'autorité consistant dans une atteinte réfléchie, illégale et brusque, aux règles d'organisation, de fonctionnement ou de compétence des autorités constituées, atteinte dirigée, selon un plan préconçu et pour des raisons diverses, par une personne ou par un groupe de personnes réunis en un parti ou un corps ; dans le but soit de s'emparer du pouvoir, soit d'y défendre ou d'y renforcer sa position, soit d'entraîner une simple modification de l'orientation politique du pays ». Il se distingue de la révolution par sa rapidité d'exécution et la faible partie de la population impliquée.
Un référendum peut être organisé pour légitimer le nouveau pouvoir, comme celui organisé au Chili le 4 janvier 1978 par le général Augusto Pinochet pour légitimer et obtenir un soutien populaire à la dictature militaire qui gouvernait le pays depuis 1973. La question posée étant « Face à l'agression internationale lancée contre le gouvernement de notre patrie, j'appuie le général Pinochet dans sa défense de la dignité du Chili, et je réaffirme la légitimité du gouvernement de la République à diriger souverainement le processus d'institutionnalisation du pays ». Ce type de référendum est souvent qualifié de plébiscite.

##### Guerre civile
La guerre civile peut être la continuation d'une révolution comme dans le cas russe.

##### Prise de contrôle de l'État par un autre
La conquête d'un état par un autre, va généralement entraîner un changement de régime politique, par exemple la colonisation.

### Reconnaissance du gouvernement par les autres États
Qu'il ne faut pas confondre avec la reconnaissance d'un État. Lorsqu'un gouvernement en place (généralement de jure) perd le contrôle effectif de l'état pour un gouvernement de facto, les gouvernements doivent se positionner par rapport à cette nouvelle situation.